# José Porfírio de Miranda Júnior
José Porfírio de Miranda Júnior (Remanso, 8 de abril de 1863 - Rio de Janeiro, 30 de abril de 1934) foi um militar, político e abastado proprietário brasileiro, tido como o maior seringueiro do Pará e um dos homens mais ricos e influentes do estado. Foi coronel da Guarda Nacional, intendente de Souzel entre 1898 e 1915, deputado e senador estadual no Congresso Legislativo do Pará. Pertencia à facção lemista, apoiante do intendente Antônio Lemos, feroz inimigo das facções laurista e coelhista, apoiantes de Lauro Sodré e João Coelho, seus inimigos políticos.

## Primeiros anos
José Porfírio nasceu a 8 de abril de 1863 em Remanso, na Bahia, filho de José Porfírio de Miranda e Ana Cândida de Miranda, sobrinho do também baiano Agrário Cavalcante.
Em dezembro de 1876, era eleitor da freguesia de Santo Antônio do Pilão Arcado, na Bahia, com o posto de alferes.
Nas década de 1890, foi um dos principais desbravadores da região das cachoeiras do Xingu, onde chegou por 1893, juntamente com seu tio Agrário Cavalcanti e o cearense Ernesto Acioli de Sousa, que em 1896 era dono do mais importante estabelecimento tanto do rio Iriri como de todo o Xingu das Cachoeiras, com avultado pessoal.
Deu sequência à tarefa iniciada por seu tio na abertura da estrada para Ambé, na região do Xingu, centro-oeste do Pará, finalizando-a com sucesso. Agrário Cavalcante possuía uma extensa propriedade, que adquirida por José Porfírio ganhou prosperidade. Desbravou quase todo o vale do rio Xingu, fundando estabelecimentos comerciais e feitorias até suas cabeceiras. Desenvolveu ao máximo seus negócios na região, tornando-se o maior produtor de borracha e caucho no Pará, na época em que o estado era o maior produtor mundial dessas matérias-primas. Introduziu métodos de produução modernos, incrementando as suas atividades. As condições de trabalho nos seringais de José Porfírio eram descritas como de extrema dureza.

## Carreira política

### Intentendente de Souzel
Em abril de 1897, documenta-se em Belém com o posto de capitão. Em janeiro de 1898, presidia a comissão municipal do Partido Republicano em Souzel, onde era abastado comerciante.  A 3 de fevereiro desse ano, foi acusado pelo periódico belenense Estado do Pará, de a 23 de janeiro ter feito embarcar no distrito de Souzel grande pessoal armado de rifles, que teria andado capitaneando pelas ruas da povoação, impedindo os eleitores federais de concorrerem à eleição que então teve lugar. A notícia teria chegado através de um telegrama vindo de Gurupá. Dois dias depois o periódico O Pará publicou uma averiguação, segundo a qual se provava serem falsas essas alegações.
A 15 de agosto desse ano, foi eleito por unanimidade, com 197 votos, intendente municipal de Souzel, sucedendo no cargo a José Joaquim Dias, seu notório inimigo político. Ao longo de 17 anos, até 1915, viria a dominar a política da região.
Em novembro de 1898, com o posto de coronel da Guarda Nacional, é chefe do Partido Republicano em Souzel. Nesta época é descrito por alguma imprensa como como: ‘dominador e imperial senhor (...) feudatário da região’ Durante sua administração, dotou o município de melhoramentos, como iluminação a gás, serviço de limpeza urbana, um majestoso edifício para sede da municipalidade e a Igreja Matriz, atualmente em ruínas. O edifício da Prefeitura de Souzel, tido como um dos mais importantes prédios de Porto de Moz, era já demolido em 1947, por ação deletéria do prefeito Michel Silva, entretanto afastado.
Em maio de 1899, foi louvado pelo chefe de segurança pública do Estado do Pará pelos esforços envidados na prisão dos cinco assassinos de Antonio Manuel de Holanda, subprefeito do Alto Xingu. Os criminosos haviam sido presos em abril no rio Fresco por por paisanos a mando do intendente José Porfírio.

### Deputado e senador estadual do Pará
Em setembro de 1899, foi nomeado candidato a deputado estadual do Pará pelo Partido Republicano.  A 1 de janeiro de 1900, foi eleito deputado estadual do Pará pelo Partido Republicano. Em março do mesmo ano, foi reeleito intendente de Souzel.
Em 1900, aportou em Vitória, à margem do Xingu, nos limites de Mato Grosso, então uma pequena clareira, sendo o grande impulsionador do seu progresso.
Nesse ano foi juiz por devoção na festa de Nossa Senhora da Nazaré, no Mosqueiro, na qual era juiz o senador Antônio Lemos.
Em 1904, sendo deputado pelo estado do Pará, foi segundo secretário da segunda Assembleia Estadual Constituinte, presidida pelo barão do Marajó, que a 1 de setembro desse ano promulgou a segunda constituição do estado. Residia então no n.º 112-A da Travessa Quintino Bocaiuva, em Belém, ai habitando pelo menos desde 1900, quando o edifício sofreu um princípio de incêndio durante a noite, causado por um transformador elétrico. Ainda possuía este sobrado em dezembro de 1915.

Após a Intendência foi eleito senador estadual, reeleito sucessivamente até 1930, quando foram extintos os Senados estaduais, por força da Revolução de outubro desse ano. Já exercia o cargo de senador pelo Pará em novembro de 1908.

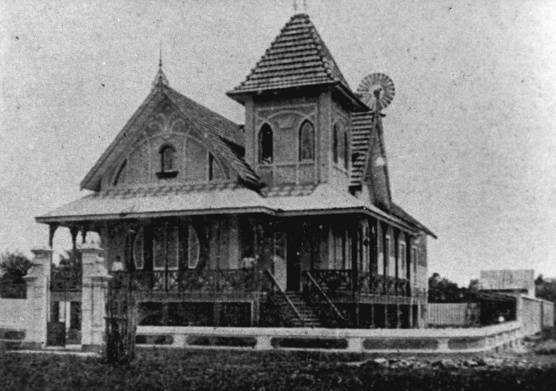
Chalé do Senador José Porfírio, cerca de 1912

Participou na Exposição Nacional de 1908 na secção paraense, representando Souzel, ganhando um Grande Prêmio na categoria "Borrachas", máximo daquela Exposição, e uma medalha de ouro na categoria "Madeiras".
Em 1909, encontrando-se doente, empreendeu uma viagem pela Europa e pelo sul do Brasil, regressando a Belém a 4 de setembro desse ano. Era então patrono do Club José Porfírio.
Em 1911, residia no atualmente denominado Chalé Senador José Porfírio em Vila do Pinheiro, atual distrito de Icoaraci, em Belém, tendo nesse ano acolhido uma excursão do Centro Académico Paraense, por ocasião da visita a belém dos académicos Deodoro Mendonça, António Lemos Sobrinho, Teixeira Lemos e J. J. Aben-Athar, a quem ofereceu um sumptuoso almoço de cardápio europeu. Em junho desse ano, o ator e tenor Ladislau Albuquerque, da Companhia Miranda, realizou no Theatro da Paz a sua festa artística, dedicada ao tenente-coronel José Porfírio, à qual esteve presente o governador do estado e seus dignitários. A 11 de setembro foi eleito 2.º secretário da mesa do senado, presidida pelo desembargador Augusto de Borborema. Nesse ano regista-se como arrendatário das grandes fazendas nacionais do Piauí, que incluíam uma fábrica de manteiga. Registam-se também propriedades no rio Xingu até o rio Tucuruhy, acima de Porto de Moz.
No final de fevereiro de 1912, foi reportado em Belém um massacre que teria ocorrido no ligar de Cachoeira Seca ou Cachoeira Julião, a três horas de distância do Barracão S. Francisco, no rio Iriri,  no Alto Xingu, propriedade de José Porfírio, onde o diretor do barracão, José Tabosa, teria assassinado ou mandado assassinar mais de uma dezena de trabalhadores dos seringais, quando estes se revoltaram por o dito funcionário lhes ter tomado a borracha à força e ter-se recusado a lhes vender quaisquer víveres por ordem do coronel Ernesto Sílva, sócio de José Porfírio. Os sobreviventes escaparam a custo para Altamira. Em abril desse ano, três dos assassinos foram capturados no Xingu.
Em maio de 1912, aquando dos grandes tumultos políticos entre o partido do governador João Coelho e de Lauro Sodré, os "coelhistas" e "lauristas", contra o partido do intendente Antônio Lemos, os "lemistas", a que pertencia José Porfírio, morava na Avenida de São Jerônimo, atual avenida Governador José Malcher. De sua casa partiram disparos de rifle contra a manifestação cívica a favor do governador que aí passava, respondidos a revolver pelos protestantes.
Em junho do mesmo ano, não se realizou a eleição estadual e municipal em Souzel, para "evitar as falcatruas possíveis", segundo o Estado do Pará. A esse respeito, o mesmo jornal alegava que "o coronel José Porfírio, temendo a inevitável derrota em terra, embarcou os mesários em seu vapor, onde diz se fabricara atas eleitorais".
Em setembro desse ano, renunciou ao lugar de senador, juntamente com Antônio Lemos. A 10 de outubro, o Estado do Pará reporta agressões de José Porfírio, "seguido de vários capangas", contra o promotor do Xingu, num bonde da linha S. Jerônimo.
Em maio de 1913, fazia parte do Congresso da Defesa Econômica da Amazônia. Nesse ano, documenta-se possuindo uma propriedade entre Altamira e Forte, percorrida por uma das duas estradas que ligavam os dois municípios.
No início de 1914, encontrava-se na capital federal, Rio de Janeiro, representando o comércio do Pará. Nessa qualidade, conferenciou com o presidente Venceslau Brás em dezembro desse ano.
A 20 de janeiro de 1915, sofreu um avultado saque de mercadorias num seu estabelecimento comercial do Alto Xingu, na foz do rio Fresco, orçado em cerca de 200 contos de réis, tendo sido assassinado o seu empregado capitão Joaquim Ribeiro Saback.
Em fevereiro de 1915, possuía uma casa comercial em Vitória, gerida por José da Silveira Bastos No mesmo ano, documenta-se cultivando o lugar de Piranhacuara, no Xingu, acima das últimas cachoeiras deste rio. Este lugar era conhecido em 1842, época em que foi visitado pelo príncipe Adalberto da Prússia, do cientista conde de Uriola, e do médico do príncipe, Dr. Bismarck, irmão do Chanceler de Ferro. O lugar era então conhecido como Missões, sendo habitado por uma comunidade indígena mundurucu.
Em 1916, residia no prédio 71 da Avenida Nazaré, em Belém. Em 1918, era proprietário do vapor fluvial "Rio Xingu". Em novembro de 1919, por ocasião da festa escolar da Escola Seraphico Bento XV, ofertou ao batalhão infantil daquele estabelecimento a sua bandeira.
Em janeiro de 1920, de passagem por Salvador a bordo do vapor "Pará", declarou que ia a Belém promover a deposição de seu inimigo político Lauro Sodré, agora governador do Pará, sendo ridicularizado pelos jornais ruystas, partidários de Ruy Barbosa.
Em julho de 1920, foi juiz por devoção da festa do Sagrado Coração de Jesus, realizada na capela de São Sebastião da Vila do Pinheiro, juntamente com seu consogro Newton Burlamaqui.

## Vida pessoal
Era um homem de aparência elitizada, ostentando luxos que não correspondiam à realidade local, havendo rumores de não medir esforços para ampliar o alcance de sua influência política: "Nessas épocas cada um desses rios, afluentes do Amazonas, tinha um dono. Era José Porfírio de Miranda, senhor do rio Xingu: um homem fino, bem vestido, e que trazia uma espécie de sapatos delgados nas pontas, bem polidos, impossível de se encontrar em homem do interior [...]". Constava que tinha 365 anéis de belos brilhantes, refletindo pela quantidade e qualidade das gemas o seu status de um dos seringueiros mais abastados da Amazônia.
Foi casado em primeiras núpcias com Ana França, de quem teve Gerson Miranda, que faleceu de febre em maio de 1899, sendo então interno do Colégio Amazonas; e José Porfírio de Miranda Neto, nascido no Piauí em 1890, advogado formado em 1912 pela Faculdade de Ciências Jurídicas e Sociais do Rio de Janeiro, prefeito de Altamira em 1946 e deputado estadual do Pará em 1947 pelo Partido Social Democrático, casado por 1920 com Doris Burlamaqui, filha do dr. Newton Burlamaqui, chefe da polícia.
Enviuvando, casou segunda vez com Rosalina Lemos, sobrinha do senador Antônio Lemos. Foram pais de Arthur Lemos de Miranda (1904-1941), Manoel, nascido a de outubro de 1908 em Belém, Aluisio Lemos de Miranda (1911-1983), Heloisa Lemos de Miranda (1917-1946), Ana Cândida Lemos de Miranda, Rosalina, que em abril de 1915 foi exumada do Cemitério Santa Izabel, em Belém, onde se achava enterrada, e Roberto Luiz Lemos de Miranda, nascido em 1921, e convocado como reservista para o serviço militar em maio de 1943.
Morreu aos 72 anos, a 30 de abril de 1934, no Rio de janeiro, de esclerose cardio-hepato-renal, sendo sepultado no cemitério de São João Batista.

## Legado e homenagens
Foi homenageado em 1970 com a atribuição do seu nome ao município de Souzel, atual Senador José Porfírio, do qual foi intendente após 1898. tem seu nome atribuído a arruamentos nos municípios de Altamira, no qual se localiza o Campus Altamira I da Universidade Federal do Pará, Vitória do Xingu,  no Pará, e de Chaval, no Ceará.